# 圖拉真水道

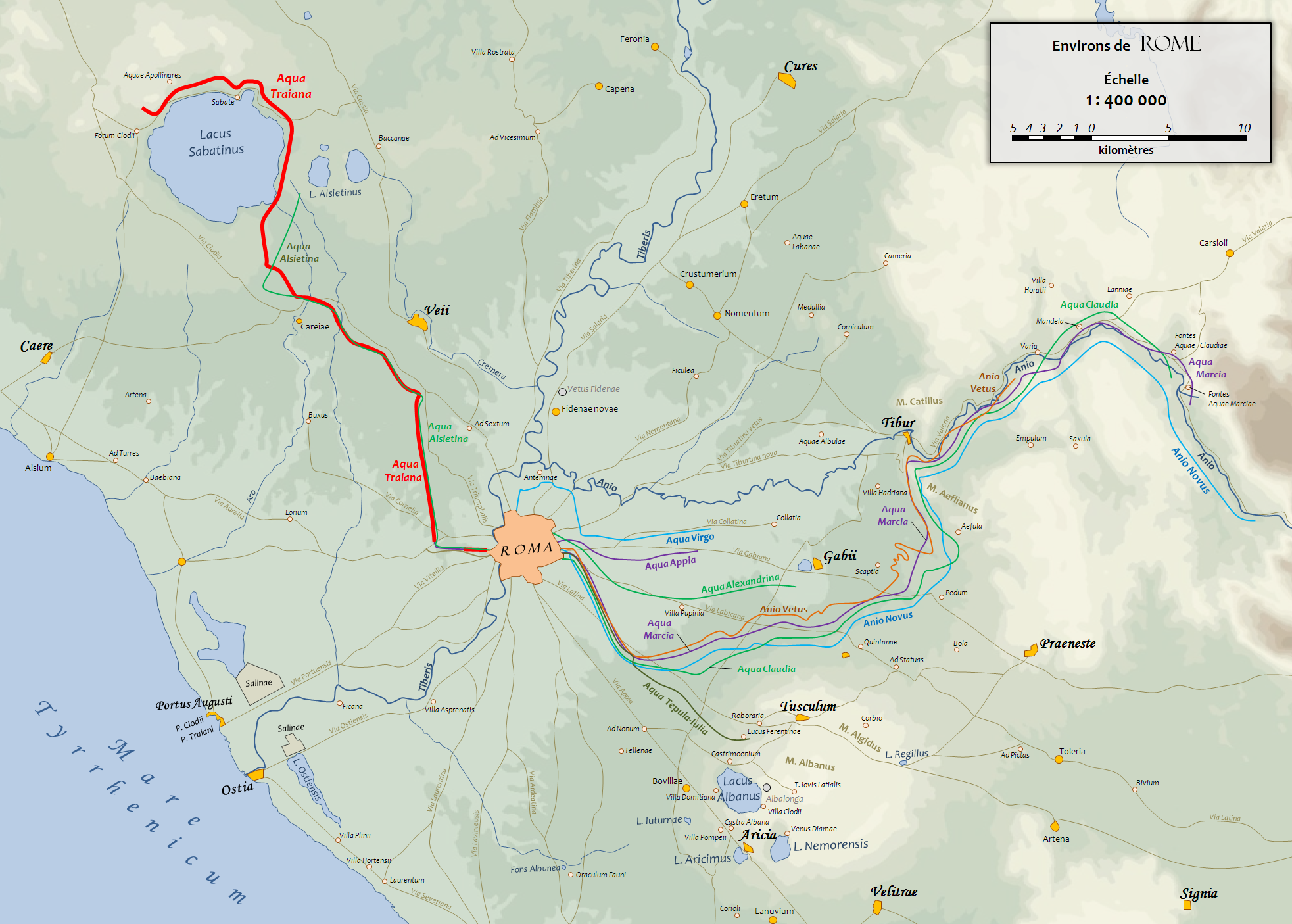
紅色路線是圖拉真水道

圖拉真水道（Aqua Traiana）是羅馬帝國在1世紀時修建的一條古羅馬水道，由圖拉真修建，在109年6月24日竣工。該水道從羅馬西北的布拉恰諾湖引水，在17世紀時停用。